# Trościaniec (gmina w dystrykcie Galicja)
Gmina Trościaniec – dawna gmina wiejska funkcjonująca w latach 1941–1944 pod okupacją niemiecką w Polsce. Siedzibą gminy był Trościaniec.
Gmina Trościaniec została utworzona przez władze hitlerowskie z terenów okupowanych przez ZSRR w latach 1939–1941, stanowiących przed wojną zniesioną gminę Rachiń oraz część zniesionej gminy Wygoda (Jaworów) w powiecie dolińskim w woj. stanisławowskim.
Gmina weszła w skład powiatu stryjskiego (Kreishauptmannschaft Stryj), należącego do dystryktu Galicja w Generalnym Gubernatorstwie. W skład gminy wchodziły miejscowości: Bełejów, Jakubów, Jaworów, Nadziejów, Rachiń, Słoboda Dolińska, Sołuków, Trościaniec i Turza Wielka.
Po wojnie obszar gminy włączono do ZSRR.